# 雅瓜里比河

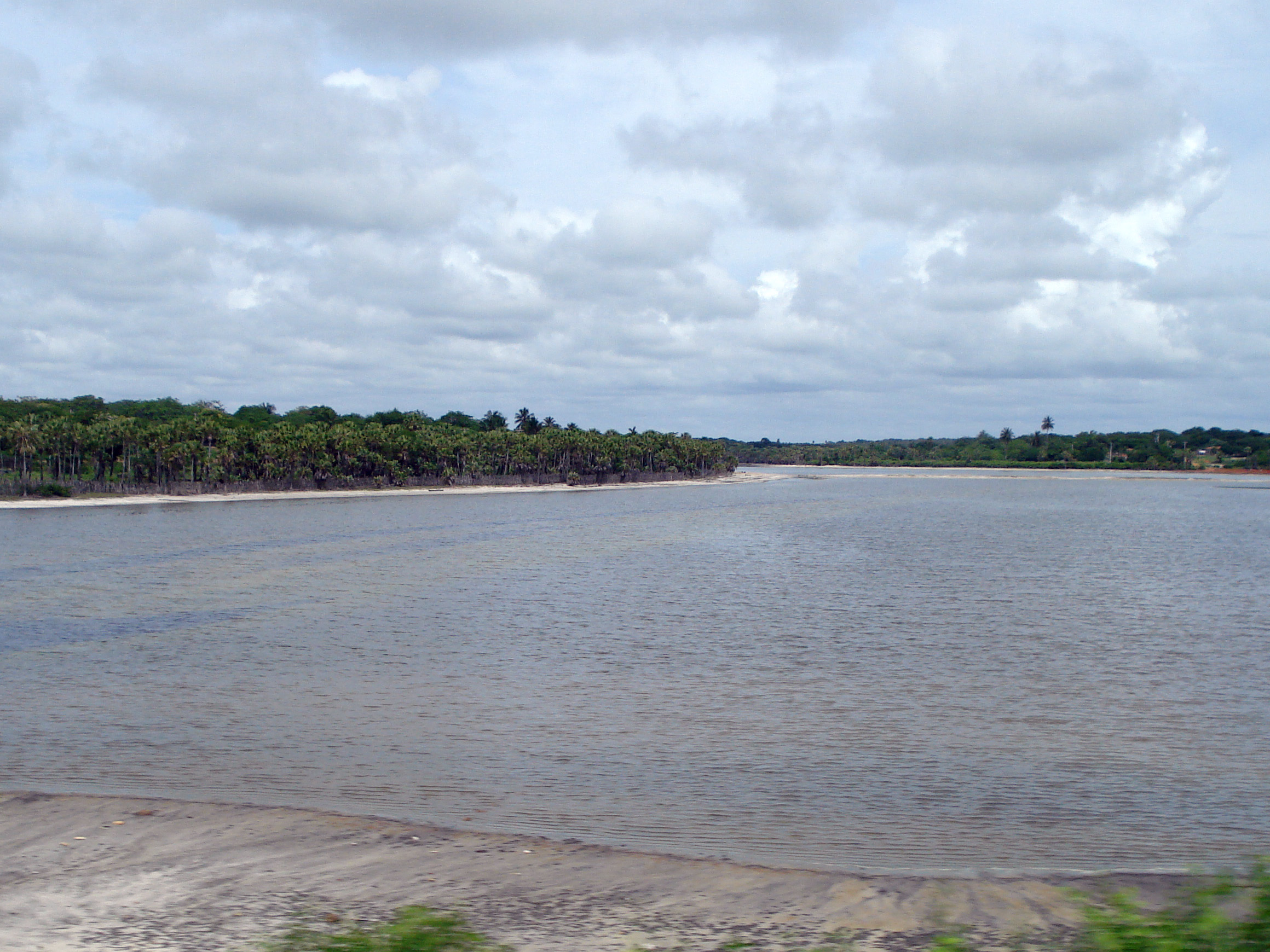

4°25′27″S 37°45′57″W / 4.42417°S 37.76583°W
雅瓜里比河（葡萄牙語：Rio Jaguaribe）是巴西的河流，位於該國東北部，流經塞阿臘州，河道全長610公里，流域面積75,669平方公里，河道上建有兩座水壩，分別建於1960年和2003年。